# Patrulla Águila

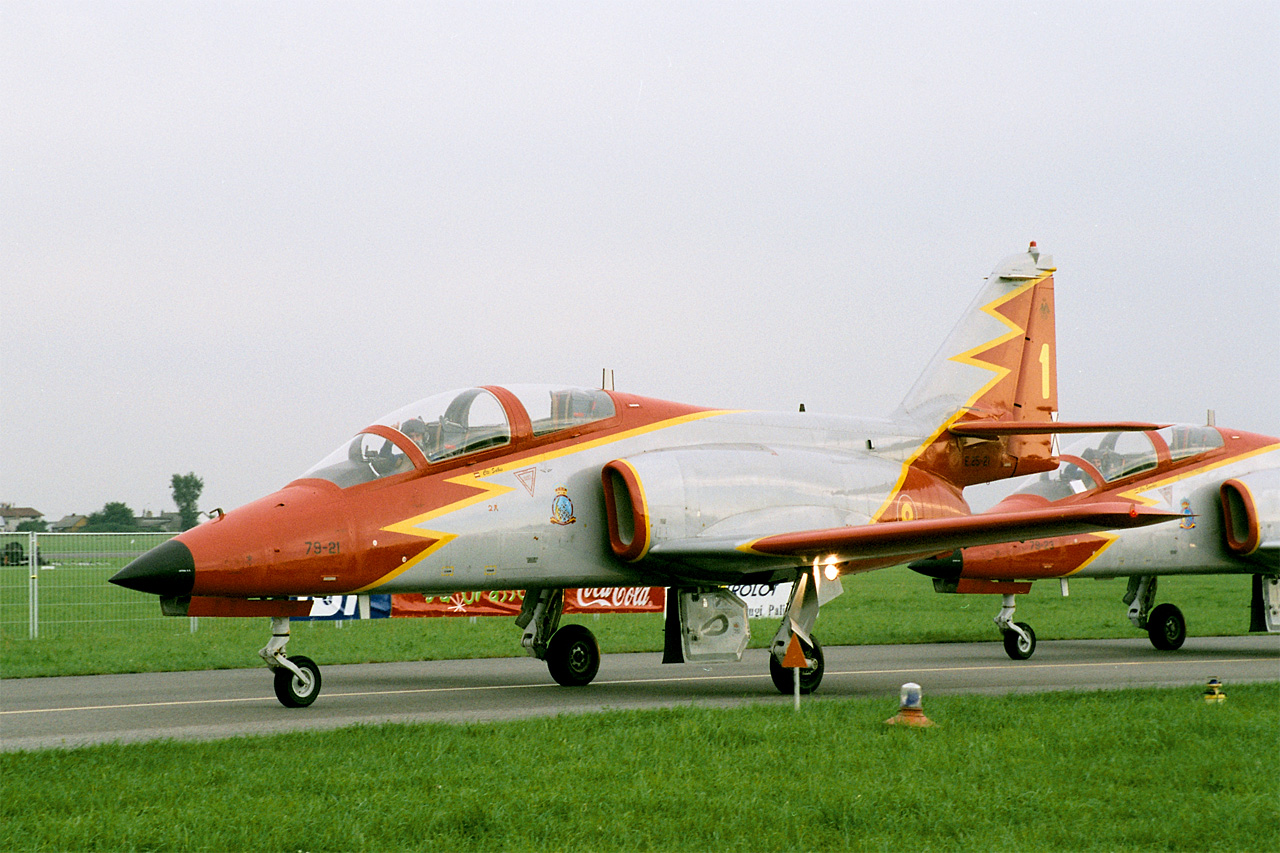
CASA C 101 Aviojet der Patrulla Águila bei der Radom Air Show 2005 in Polen

Die Patrulla Águila (Adlerpatrouille) ist die Kunstflugstaffel der spanischen Luftstreitkräfte.

## Geschichte
1956 wurde das erste Kunstflugteam der spanischen Luftstreitkräfte gegründet, damals flog es die North American F-86F Sabre. Die vier Maschinen erhielten keinen gesonderten Anstrich oder Markierungen. Erste Auftritte fanden noch 1956 unter anderem in Rom statt. Der letzte bekannte Auftritt der Ascua genannten Gruppe fand 1962 auf der deutschen Spangdahlem Air Base statt.
Erst am 4. Juli 1985 wurde dann die Patrulla Águila gegründet. Diese sind heute auf der Luftwaffenbasis San Javier nahe La Manga del Mar Menor stationiert und fliegen von dort aus sieben spanische CASA C 101 Aviojet. Der letzte Ausbildungsflug mit Flugzeugen dieses Typs in der spanischen Fliegerschule fand am 29. Juli 2022 statt. Die Patrulla Águila wird die CASA C 101 zum letzten Mal anlässlich ihres 40 Jahre Jubiläums im Juni 2025 verwenden, danach wechselt die Patrulla Águila zur Pilatus PC-21. Zuerst wird das Team mit fünf PC-21 starten, bevor sie wieder auf sieben Maschine aufstockt. In den 40 Jahren ihres Bestehens hat das Team über 500 Auftritte absolviert, davon über 170 im Ausland.

## Auftritte in Deutschland, Österreich und der Schweiz

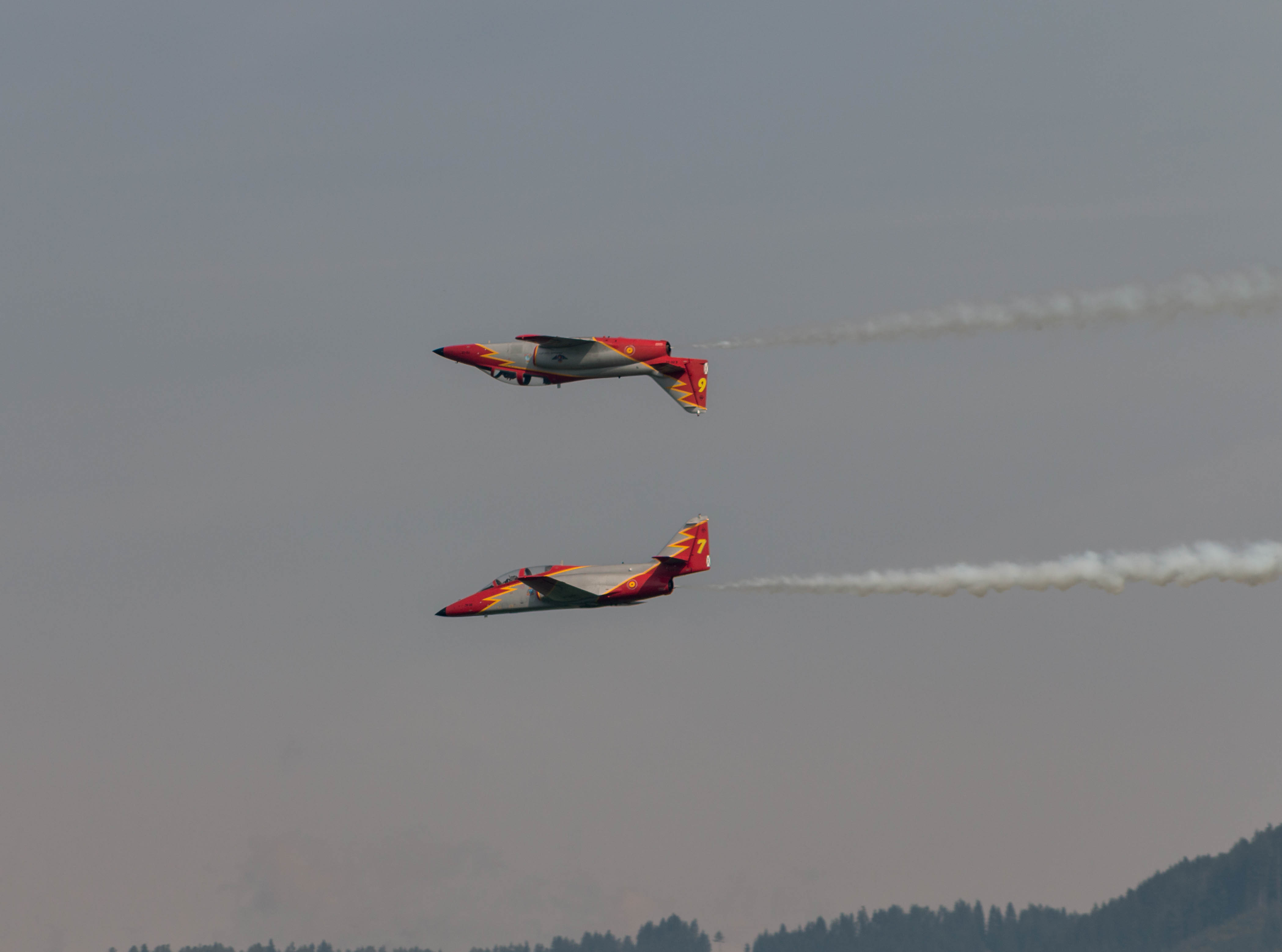
Patrulla Águila bei der AirPower 2016

Am 28. August 1988 trat die „Adlerpatrouille“ auf dem Luftwaffenstützpunkt Nörvenich auf, der Flugtag fand zeitgleich zum Flugtagunglück von Ramstein statt.
Erst auf der ILA 2018 kam die Spanische Nationalstaffel erneut nach Deutschland. Die Patrulla Águila trat u. a. auch an der Air04 2004 und an der 100-Jahr-Feier der Schweizer Luftwaffe der Air14 auf dem Militärflugplatz Payerne auf. In Österreich flog das Team auf der AirPower in Zeltweg. 2024 tritt das Team als Ersatz für die Frecce Tricolori bei der AirPower auf.

## Die Staffel

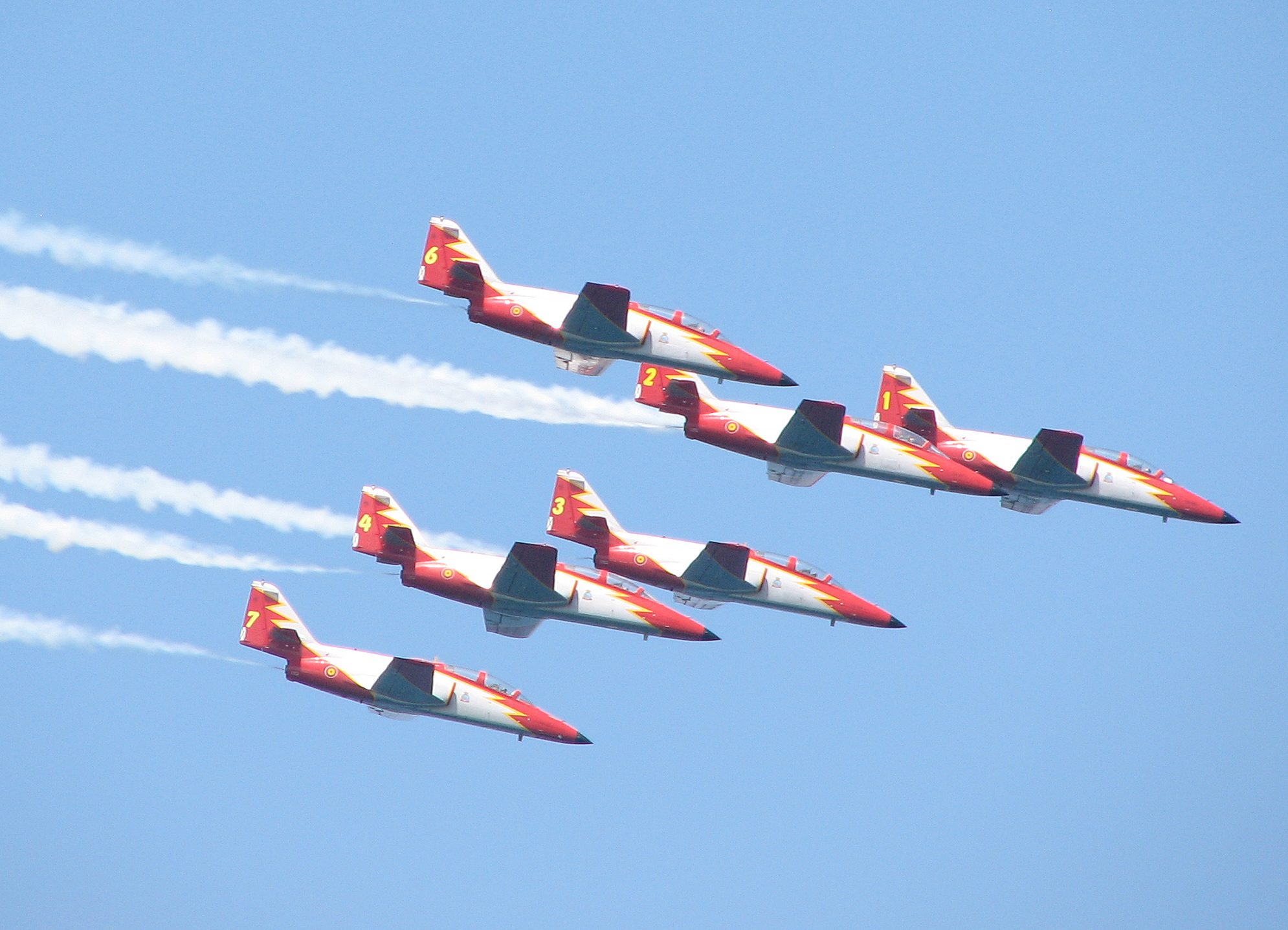
Patrulla Águila bei einer Flugschau in Gijón (2007)

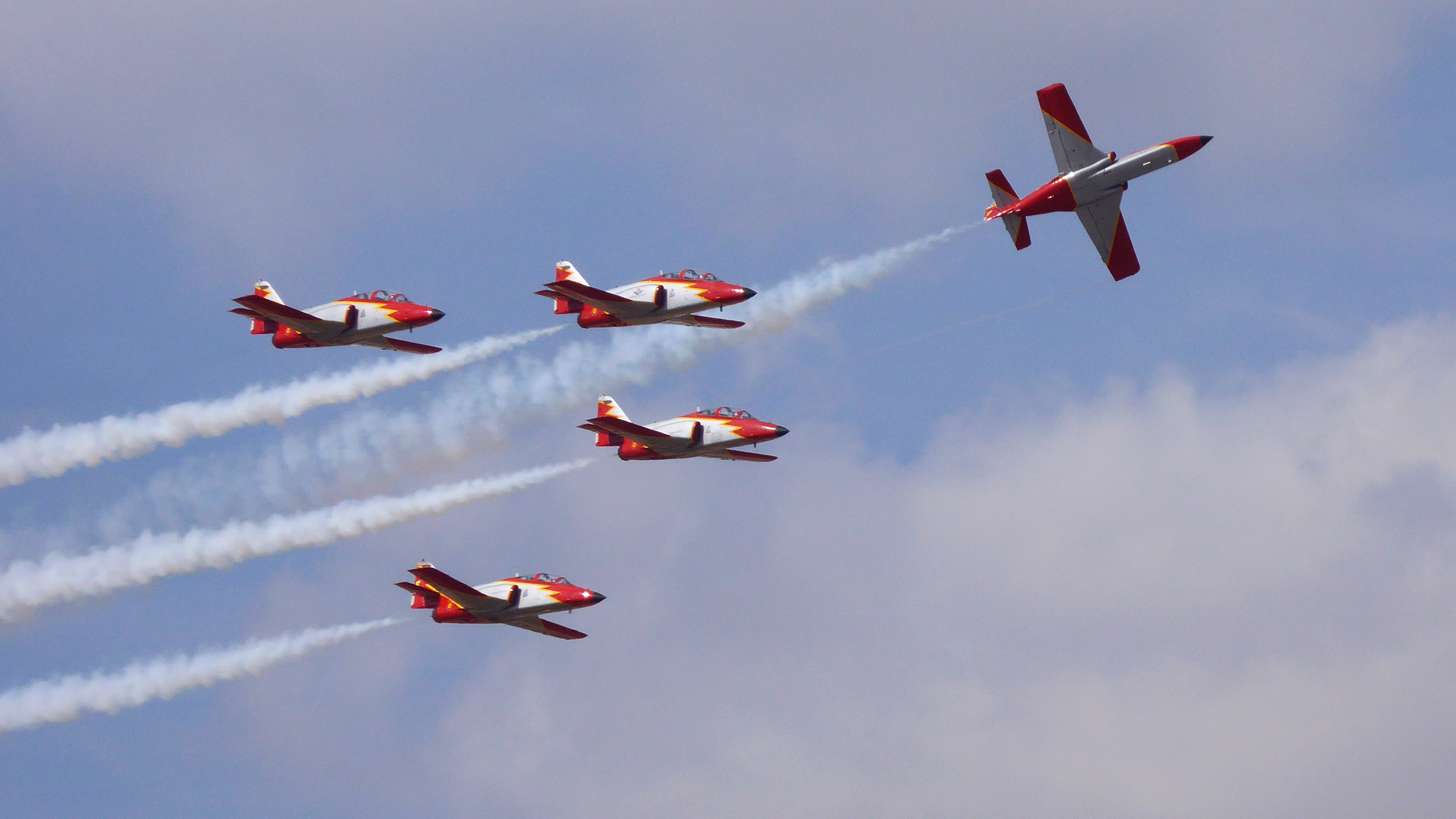
Patrulla Águila am spanischen Nationalfeiertag 2016 bei der Rückkehr von Madrid zur eigenen Militärbasis in San Javier in Spanien

Die Staffel Patrulla Águila besteht aus sieben Piloten, einen Kommandanten und fünf Reservisten. Jeder Pilot muss mindestens 1000 Flugstunden auf Jägern oder Jagdbombern nachweisen können, davon mindestens 300 Stunden auf Strahlflugzeugen. Wer aufgenommen wird, beginnt als Reservist und steigt, wenn er sich bewährt hat, im zweiten Jahr in die Reguläre Mannschaft auf. Die Mitgliedschaft dauert allgemein drei Jahre. Ihre Heimatbasis ist der Flughafen Murcia-San Javier.
Die Formationen werden im Verband mit sechs Maschinen und einem Solopiloten vorgeführt. Die Staffel absolviert verhältnismäßig wenige Auftritte außerhalb Spaniens während der Saison. Die Landung aller sieben Maschinen im engen Verband als Abschluss der Show gehört zu den Markenzeichen.
Seit 2006 erscheint eine Online-Zeitschrift mit aktuellen Berichten und Aktivitäten der Patrulla Águila. Bisher wurden 41 Artikel veröffentlicht.
Ab März 2017 flog erstmals eine Frau im Team.